# 1408 (nouvelle)
1408 est une nouvelle de Stephen King parue tout d'abord en 2000 sous forme de livre audio puis dans le recueil Tout est fatal en 2002.

## Résumé
Mike Enslin écrit des séries de livres sur des lieux supposés hantés. Pour son nouvel ouvrage, consacré aux chambres d'hôtels hantées, il doit passer une nuit dans la chambre 1408 de l'hôtel Dolphin de New York, dans laquelle douze personnes se sont suicidées depuis 1910. Olin, le directeur de l'hôtel, tente de dissuader Enslin en lui affirmant qu'il existe vraiment une présence surnaturelle dans cette chambre, qu'il n'a plus louée depuis plus de vingt ans, et qu'en plus des personnes qui s'y sont suicidées, trente autres personnes y sont mortes de causes prétendument naturelles. Enslin, qui ne croit pas du tout au surnaturel, est ébranlé par le récit d'Olin mais reste déterminé à passer la nuit dans la chambre.
Dès son arrivée dans la chambre, Enslin est gagné par un malaise croissant. Les remarques qu'il fait sur son dictaphone deviennent de moins en moins cohérentes et il souffre d'hallucinations particulièrement réalistes ainsi que de tachycardie. Quand Enslin voit les gravures accrochés dans la chambre se transformer en des scènes horrifiantes, dont sa propre tête coupée, il tente de sortir de la chambre mais la porte ne s'ouvre pas. Il essaie alors de téléphoner pour appeler à l'aide mais c'est la voix de la présence hantant la chambre qui lui répond. La chambre semble se replier sur elle-même et Enslin sent la présence approcher. En désespoir de cause, il met le feu à sa chemise. Commençant à brûler, il réussit à sortir et est secouru par un client qui passait dans le couloir.
Soigné pour plusieurs brûlures au deuxième degré, Enslin décide d'abandonner l'écriture. Son agent littéraire conserve son dictaphone dans un coffre car l’enregistrement le met très mal à l'aise. Enslin est également atteint de divers problèmes de santé et a fréquemment des cauchemars, seuls souvenirs inconscients qu'il garde de son bref séjour dans la chambre 1408. 

## Genèse
Stephen King a écrit le début de 1408 sur l'île de Sanibel pour son essai Écriture : Mémoires d'un métier en tant qu'exemple concret de la façon dont un récit se transforme entre le premier jet et la relecture. Il ne comptait pas la finir, ayant déjà écrit une célèbre histoire sur le thème de l'hôtel hanté avec Shining, mais le personnage principal lui a plu et il a décidé de terminer son écriture. Elle est parue pour la première fois en tant que l'une des trois histoires du livre audio Blood and Smoke (2000), avec Déjeuner au Gotham Café et Salle d'exécution, et a été incluse par la suite dans le recueil Tout est fatal (2002).
Le nom de l'hôtel Dolphin est probablement une référence à un hôtel du même nom qui apparaît dans les romans La Course au mouton sauvage et Danse, danse, danse d'Haruki Murakami.

## Adaptation
Le récit a été adapté au cinéma sous le même titre, Chambre 1408 dans sa version française, par Mikael Håfström en 2007, avec John Cusack dans le rôle de Mike Enslin et Samuel L. Jackson dans celui d'Olin.